# Louis Larsen
Louis Larsen (født 1. oktober 1856 i København, død 8. marts 1909 sammesteds) var en dansk møbelfabrikant, tapetserer og oldermand.
Larsen var søn af møbelfabrikant Lars Larsen og Claudine f. Hansen. Hans mor var datter af den succesrige møbelfabrikant Christian Bergnæs Hansen, grundlægger af C.B. Hansens Etablissement, hvor Larsens far var værkfører. Den gamle familieejet møbelforretning var den største og mest rentable af sin slags i Danmark, og Larsens slægt regnedes blandt sin tids mest repekterede håndværksfamilier.   
Larsen, hvis levevej allerede syntes givet fra barnsben, blev oprindeligt uddannet tapetserer hos sin far, men indtrådte snart i familiens forretning, som havde hovedsæde på Holmens Kanal 4. Hans morfar var død i 1868 og havde allerede året forinden overdraget forretningen til sin søn Charles Hansen og svigersøn. Larsen overtog siden sin fars plads som medindehaver i 1894. Året efter døde hans morbror, hvorefter Larsens fætter Einar Hansen tiltrådte i forretningen]. Sammen ledte de forretningen frem til 1905, hvor Hansen udtrådte. Samtidig blev Larsen eneejer og solgte få år senere forretningens domicil på Holmens Kanal til Københavns Handelsbank, hvorefter adressen flyttedes til Store Kongensgade 29.  
I 1899 blev Larsen udnævnt til oldermand for tapetsererlavet og glemte således aldrig sit oprindelige håndværk på trods af sine forpligtelser over for familievirksomheden. Larsen var yderst respekteret blandt sine standsfæller og spillede i øvrigt en stor og vigtig rolle i det københavnske forretningsliv og kulturliv. Han blev bl.a. udnævnt formand for komiteen ved 250-års-jubilæet for Stormen på København i 1909. Ganske få uger efter festlighederne døde Larsen imidlertid meget pludseligt og under ganske dramatiske omstændigheder, da han blev ramt af et hjerteslag på talerstolen i tapetserelavet den 8. marts 1909.   
Larsen begravedes under stor deltagelse fra Holmens Kirke. Provst Hans Mathias Fenger holdt tale ved graven: "Det gamle Ord "Adel forpligter" gælder enhver Stand, ogsaa Haandværkernes. Louis Larsen var sig de forpligtelser bevidst, som hans gode gamle Navn paalagde ham, og viste sig i Stand til at indfri dem. Hans Virksomhed blev aldrig blot et Spørgsmaal om Penge, men han satte en Ære i at højne det danske Haandværks Anseelse"